# Bianca Kajlich
Bianca Kajlich est une actrice américaine, née le 26 mars 1977 à Seattle (Washington).

## Biographie
Bianca Kajlich a notamment joué dans American Girls (2000), Halloween : Résurrection (2002) a joué un rôle au second plan dans Dix Bonnes Raisons de te larguer (2000) et la série télévisée Dawson. Elle a joué dans la série Leçons sur le mariage diffusée sur la chaîne CBS de 2007 à 2013. Enfin, elle obtient l'un des rôles principaux dans la série Undateable diffusée sur NBC de 2014 à 2016.

### Vie privée
Bianca s'est marié le 31 décembre 2006 au footballeur Landon Donovan. Ils ont annoncé leur divorce quatre ans plus tard, à la fin de l'année 2010.
Elle s'est remariée le 16 décembre 2012 avec Mike Catherwood, un animateur radio. Leur premier enfant est né au mois d'avril 2014.

## Filmographie

### Cinéma
- 2000 : Dix Bonnes Raisons de te larguer (10 things I hate about you) de Gil Junger : Coffee Girl
- 2000 : American Girls de Peyton Reed : Carver
- 2002 : Halloween : Résurrection de Rick Rosenthal : Sara Moyer
- 2011 : 30 Minutes Maximum (30 Minutes or Less) de Ruben Fleischer : Juicy
- 2011 : Hard Love de Clare Kramer : Katy
- 2014 : Dark Was the Night de Jack Heller : Susan Shields

### Télévision
- 2000-2001 : Boston Public de David E. Kelley : Lisa Grier
- 2002-2003 : Dawson (Dawson's Creek) de Kevin Williamson : Natasha Kelly
- 2003-2004 : Rock Me, Baby de Tim Kelleher : Beth Cox
- 2007 : Psych : Enquêteur malgré lui (Psych) de Steve Franks (en) (Saison 2, Épisode 3) :  Lindsay Leikin
- 2007-2013 : Leçons sur le mariage (Rules of Engagement) de Tom Hertz : Jennifer Morgan
- 2014-... : Undateable de Adam Sztykiel : Leslie Burton
- 2019 :Legacies de Julie Plec : Shérif « Mac » Machado (saisons 2 et 3)
- 2022-2023 : The Winchesters : Millie Winchester